# (300086) 2006 UK227
(300086) 2006 UK227 es un asteroide perteneciente al cinturón de asteroides, descubierto el 20 de octubre de 2006 por el equipo del Near Earth Asteroid Tracking desde el Observatorio del Monte Palomar, Estados Unidos.

## Designación y nombre
Designado provisionalmente como 2006 UK227.

## Características orbitales
2006 UK227 está situado a una distancia media del Sol de 2,960 ua, pudiendo alejarse hasta 3,338 ua y acercarse hasta 2,581 ua. Su excentricidad es 0,127 y la inclinación orbital 3,157 grados. Emplea 1860,32 días en completar una órbita alrededor del Sol.

## Características físicas
La magnitud absoluta de 2006 UK227 es 16,3.